# 차례로 익사시키기
《차례로 익사시키기》(영어: Drowning by Numbers)는 영국과 네덜란드에서 제작된 피터 그리너웨이 감독의 1988년 범죄 코미디 드라마 영화이다. 조앤 플로라이트 등이 출연하였고, 케이스 카산더르 등이 제작에 참여하였다.

## 출연진
- 조앤 플로라이트
- 줄리엣 스티븐슨
- 조엘리 리처드슨
- 버나드 힐
- 제이슨 에드워즈
- 브라이언 프링글
- 트레버 쿠퍼
- 데이비드 모리시
- 존 로건

## 기타 제작진
- 배역: 샤론 하워드필드
- 미술: 벤 판오스, 얀 룰프스
- 의상: 딘 판스트랄런

## 음악

### 곡 목록
| 전문가 평가 | 전문가 평가 |
| 평가 점수   | 평가 점수   |
| 출처        | 점수        |
| ----------- | ----------- |
| Allmusic    | [ 1 ]       |

1. "Trysting Fields"
2. "Sheep and Tides"
3. "Great Death Game"
4. "Drowning by Number 3"
5. "Wheelbarrow Walk"
6. "Dead Man's Catch"
7. "Drowning by Number 2"
8. "Bees in Trees"
9. "Fish Beach"
10. "Wedding Tango"
11. "Crematorium Conspiracy"
12. "Knowing the Ropes"
13. "Endgame"